# Dušan Milović
Dušan Milović (* 28. März 1925 in Nova Varoš, Jugoslawien; † 15. August 2018 in Kanada) war ein jugoslawischer bzw. serbischer Baustatiker mit dem Spezialgebiet Bodenmechanik.

## Leben
Er schloss 1954 an der Universität Belgrad ein Studium im Fach Bauingenieurwesen ab. 1959 promovierte er mit einer Arbeit über Bautechnische Eigenschaften der Löss-Böden Jugoslawiens.
Von 1959 bis 1966 arbeitete er in der Abteilung für Bodenmechanik am Serbischen Institut für Materialprüfung in Belgrad. 1966 bis 1971 war er an der Université de Sherbrooke in Sherbrooke, Kanada, tätig, unter anderem als Außerordentlicher Professor und Leiter der Abteilung für Bodenmechanik und Fundamentbau; ab 1969 war er dort Ordentlicher Professor. Hier beschäftigte er sich mit den Problemen beim Bau auf dem in Kanada vorkommenden Leda-Klei, der bei Erschütterungen zu starker Bodenverflüssigung neigt.
Von 1971 bis 1980 war er Ordentlicher Professor an der Fakultät für Bauingenieurwesen der Universität Novi Sad sowie Berater am Institut für Bauingenieurwesen der Vojvodina, im Anschluss daran bis zu seiner Emeritierung 1992 Ordentlicher Professor für Industriebau an der Fakultät für Technische Wissenschaften der Universität Novi Sad. Er war sowohl in Jugoslawien als auch in der Tschechoslowakei, Polen, Kanada und Irak an der Fundamentplanung zahlreicher Großbauwerke beteiligt.
Er wurde 1991 Vollmitglied der Serbischen Akademie der Wissenschaften und Künste.

## Veröffentlichungen (Auswahl)
- mit (Jean-Pierre Tournier): Stresses and displacements due to rectangular load in a layer of finite thickness, in: Soils and foundations (ISSN 0038-0806), Jg. 11.1971, S. 1–27
- Rezultati terenskih ispitivanja armiranog tla (Resultate der Geländeprüfung mit bewehrtem Boden), 1981
- O nekim efektima mehaničke poremećenosti uzoraka tla (Über einige Effekte mechanischer Störungen auf beispielhafte Böden), 1981
- (als Herausgeber, mit Paula Putanov): Problemi fundiranja na lesnom tlu (Probleme des Fundamentbaus auf Lössboden), 1987, ISBN 86-811-2504-4
- Stress deformation properties of macroporous loess soils, in: Engineering geology (ISSN 0013-7952), Jg. 25.1988, S. 283–302
- Mehanika tla i problemi stabilnosti objekata (Bodenmechanik und Probleme der Stabilität von Objekten), 1992
- Stresses and displacements for shallow foundations, 1992, ISBN 0-444-88349-5
- (mit Mitar Đogo): Greške u fundiranju (Fehler beim Fundamentbau), 2005, ISBN 86-85211-31-X
- (mit Mitar Đogo): Problemi interakcije tlo - temelj - konstrukcija (Probleme der Interaktion Boden - Fundament - Konstruktion), 2009, ISBN 978-86-81125-74-8